# Wereldkampioenschappen roeien 1962
De 1e editie van de wereldkampioenschappen roeien werd in 1962 gehouden op de Rotsee, te Luzern, Zwitserland. Het toernooi stond onder auspiciën van de wereldroeifederatie FISA.
Aan het toernooi deden alleen mannen mee.

## Medaillewinnaars
| Bootklasse      | Goud | Goud    | Zilver | Zilver  | Brons | Brons   |
| Skiff M1x       | Vjatsjeslav Ivanov | 7:07,09 | Stuart MacKenzie | 7:10,67 | Seymour Cromwell | 7:11,88 |
| Dubbel twee M2x | Frankrijk René Duhamel Bernard Monnereau | 6:33,90 | Sovjet-Unie Boris Doebrovsky Oleg Tjoerin | 6:34,74 | West-Duitsland Jost Krause-Wichmann Josef Steffes-Mies | 6:34,92 |
| Twee zonder M2- | West-Duitsland Dieter Bender Günther Zumkeller | 6:54,62 | Sovjet-Unie Valentin Borejko Oleg Golovanov | 6:58,19 | Zwitserland Hugo Waser Adolf Waser | 7:05,59 |
| Twee met M2+    | West-Duitsland Wolfgang Neuß Klaus-Günter Jordan Frank Steinhäuser                                                                                               | 7:19,10 | Roemenië Ionel Petrov Carol Vereș Oprea Păunescu | 7:22,60 | Sovjet-Unie Vladimir Smirnov Valeriy Polkovski Igor Rudakov                                                                                               | 7:24,17 |
| Vier zonder M4- | West-Duitsland Gerd Wolter Dagobert Thometschek Peter Paustian Christian Prey                                                                                    | 6:19,24 | Frankrijk André Fevret Roger Chatelain Philippe Malivoire Jean-Pierre Drivet                                                                                              | 6:21,78 | Oostenrijk Dieter Losert Dieter Ebner Horst Kuttelwascher Helmuth Kuttelwascher                                                                           |         |
| Vier met M4+    | West-Duitsland Bernd-Jürgen Marschner Peter Neusel Bernhard Britting Manfred Ross Jürgen Oelke                                                                   | 6:29,12 | Frankrijk Jean Ledoux Émile Clerc André Sloth Pierre Maddaloni Alain Bouffard                                                                                             | 6:31,93 | Sovjet-Unie Boris Fyodorov Yury Suslin Yuriy Tyukalov Anatoli Fedorov Igor Rudakov                                                                        | 6:33,30 |
| Acht M8+        | West-Duitsland Horst Meyer Jürgen Plagemann Klaus Aeffke Klaus Behrens Hans-Jürgen Wallbrecht Karl-Heinrich von Groddeck Ingo Kliefoth Bernd Kruse Thomas Ahrens | 5:50,83 | Sovjet-Unie Ričardas Vaitkevičius Antanas Bagdonavičius Zigmas Jukna Viktor Semyonov Vytautas Briedis Petras Karla Yaroslav Cherstvy Juozas Jagelavičius Yuriy Lorentsson | 5:53,56 | Frankrijk Christian Puibaraud Jean-Pierre Bellet Jacques Morel Joseph Moroni Georges Morel Robert Dumontois Bernard Meynadier Michel Viaud Alain Bouffard | 5:55,36 |

## Medaillespiegel
| Plaats | Land                | Goud | Zilver | Brons | Totaal |
| 1      | West-Duitsland      | 5    | 0      | 1     | 6      |
| 2      | Sovjet-Unie         | 1    | 3      | 2     | 6      |
| 3      | Frankrijk           | 1    | 2      | 1     | 4      |
| 4      | Verenigd Koninkrijk | 0    | 1      | 0     | 1      |
| 4      | Roemenië            | 0    | 1      | 0     | 1      |
| 6      | Oostenrijk          | 0    | 0      | 1     | 1      |
| 6      | Verenigde Staten    | 0    | 0      | 1     | 1      |
| 6      | Zwitserland         | 0    | 0      | 1     | 1      |
| Totaal | Totaal              | 7    | 7      | 7     | 21     |

Edities

1962 Luzern · 
1966 Bled · 
1970 St. Catharines · 
1974 Luzern · 
1975 Nottingham · 
1976 Villach · 
1977 Amsterdam · 
1978 Hamilton (alleen zwaar) · 
1978 Kopenhagen (alleen licht) · 
1979 Bled · 
1980 Hazewinkel · 
1981 München · 
1982 Luzern · 
1983 Duisburg · 
1984 Montréal · 
1985 Hazewinkel · 
1986 Nottingham · 
1987 Kopenhagen · 
1988 Milaan · 
1989 Bled · 
1990 Lake Barrington · 
1991 Wenen · 
1992 Montréal · 
1993 Račice · 
1994 Indianapolis · 
1995 Tampere · 
1996 Motherwell · 
1997 Aiguebelette · 
1998 Keulen · 
1999 St. Catharines · 
2000 Zagreb · 
2001 Luzern · 
2002 Sevilla · 
2003 Milaan · 
2004 Banyoles · 
2005 Gifu · 
2006 Eton · 
2007 München · 
2008 Ottensheim · 
2009 Poznań · 
2010 Hamilton · 
2011 Bled · 
2012 Plovdiv · 
2013 Chungju · 
2014 Amsterdam ·
2015 Aiguebelette ·
2016 Rotterdam ·
2017 Sarasota ·
2018 Plovdiv ·
2019 Ottensheim ·
2020 Bled ·
2021 Shanghai ·
2022 Račice ·
2023 Belgrado ·
2024 St. Catharines ·
2025 Shanghai · 
2026 Amsterdam

Onderdelen

Skiff · 
Lichte skiff · 
Dubbel twee · 
Lichte dubbel twee · 
Twee zonder · 
Lichte twee zonder · 
Twee met

Dubbel vier · 
Dubbel vier met · 
Lichte dubbel vier · 
Vier zonder · 
Lichte vier zonder · 
Vier met · 
Acht · 
Lichte acht